# Axl Rose
W. Axl Rose, född William Bruce Rose Jr. den 6 februari 1962 i Lafayette, Indiana, är en amerikansk musiker, sångare och låtskrivare. Han är sångare och frontman i hårdrocksbandet Guns N' Roses och gruppens enda konstanta medlem sedan bildandet 1985. Rose turnerade med AC/DC 2016 under sluttampen av deras Rock or Bust World Tour då han ersatte sångaren Brian Johnson som tvingats lämna bandet på grund av hörselproblem.
Rose föddes och växte upp i Lafayette, Indiana, men flyttade i början av 1980-talet till Los Angeles där han blev aktiv i den lokala rockscenen och blev medlem i flera band, däribland Hollywood Rose och L.A. Guns. År 1985 bildade han Guns N' Roses, med vilka han hade skördade stora framgångar i slutet av 1980- och början av 1990-talet. Bandets debutalbum Appetite for Destruction (1987) har sålts i över 30 miljoner exemplar och är det bäst säljande debutalbumet genom tiderna i USA, med över 18 miljoner sålda exemplar. Uppföljarna, tvillingalbumen Use Your Illusion I och Use Your Illusion II (1991), var också framgångsrika; de debuterade på plats 2 och 1 på Billboard 200 och har tillsammans sålts i över 35 miljoner exemplar världen över. 
Efter att ha avslutat den 2,5 år långa Use Your Illusion World Tour försvann Rose från offentligheten i flera år samtidigt som bandet upplöstes på grund av personliga och musikaliska meningsskiljaktigheter. Som enda kvarvarande originalmedlem kunde Rose fortsätta arbeta som Guns N' Roses då han tidigare erhållit rätten att använda namnet. År 2001 återvände Rose med en ny upplaga av Guns N' Roses på Rock in Rio 3 och genomförde därefter sporadiska konsertturnéer för att promota det länge försenade albumet Chinese Democracy (2008), som sålde mindre än förväntat av musikindustrin trots goda recensioner vid utgivningen. År 2016 återförenades Rose delvis med originalsättningen av Guns N' Roses och har sedan dess genomfört världsturnéer som en del av Not in This Lifetime... Tour (2016–2019).

## Biografi
Rose flyttade till Los Angeles i början av 1980-talet och var med i olika band, till exempel Hollywood Rose och L.A. Guns. 1985 var han med och grundade Guns N' Roses, som kom att ha stor framgång i slutet av 1980-talet och början av 1990-talet. Gruppens debutalbum Appetite for Destruction, utgivet 1987, har sålts i 30 miljoner exemplar.
Efter släppet av de två albumen Use Your Illusion I och Use Your Illusion II 1991 turnerade Guns N' Roses i ungefär två och ett halvt år, men därefter drog sig Rose tillbaka från det offentliga livet. Guns N' Roses upplöstes på grund av personliga och professionella meningsskiljaktigheter. Åtta år senare, 2001, uppträdde Rose med ett nytt Guns N' Roses på festivalen Rock in Rio. 2008 kom det försenade albumet Chinese Democracy, som sålde sämre än förväntat. Som medlem av Guns N' Roses invaldes Rose 2012 i Rock and Roll Hall of Fame. Rose avböjde att bli invald i Hall of Fame och var inte med vid ceremonin.
Roses röst har ett brett register, vilket han utvecklade i unga år. Den 2 juli 1991 spelade Guns N' Roses på Riverport Amphitheater i Maryland Heights i Missouri. Under låten "Rocket Queen" märkte Rose att en person i publiken tog bilder av bandet. Då säkerhetspersonal inte lyckades ingripa mot personen, kastade sig Rose själv ut i publikhavet och tumult uppstod. Enligt uppgift skall Rose även ha slagit personer i publiken. Rose klev upp på scenen igen, klagade på säkerheten, slängde mikrofonen i golvet och avbröt konserten.
Rose har omnämnts som en av de bästa rocksångarna genom tiderna av olika medier, inklusive Rolling Stone och New Musical Express. 2012 blev han invald i Rock and Roll Hall of Fame and Museum som medlem i Guns N' Roses. Han valde dock att inte delta i ceremonin och begärde att uteslutas från museet.

## Privatliv
I början av 1986 inledde Rose en relation med modellen Erin Everly, dotter till sångaren Don Everly från Everly Brothers. Han skrev låten "Sweet Child o 'Mine" till henne och Everly dök upp i den medföljande musikvideon. Axl Rose gifte sig i april 1990 med Erin Everly i Las Vegas. Everly fick missfall i oktober samma år och påföljande månad lämnade hon Rose. I januari 1991 skilde sig makarna. Rose inledde 1991 ett förhållande med fotomodellen Stephanie Seymour, men de gick skilda vägar efter två år.

## Diskografi
Guns N' Roses
- Appetite for Destruction (1987)
- G N' R Lies (1988)
- Use Your Illusion I (1991)
- Use Your Illusion II (1991)
- "The Spaghetti Incident?" (1993)
- Chinese Democracy (2008)

Med Hollywood Rose
- The Roots of Guns N' Roses (2004)

Med Rapidfire
- Ready to Rumble EP (2014)